# Studios SETS
Les Studios Sets, aussi connus sous le nom de Studios de Stains, sont des studios de tournage situés en France. Ils sont installés au 21, chemin des fourches à Stains, en Seine-Saint-Denis. 
Créés en 1982, les studios Sets accueillent les productions de films, courts-métrages et longs-métrages, de clips vidéos, de films publicitaires et institutionnels, de fictions TV, ainsi que les décorateurs et leurs équipes.

## Historique
Les Studios Sets ont été créés en 1982 sur un site de 8 000 m2. Ils sont situés en Seine-Saint-Denis, le département qui compte le plus de studios de tournage sur le sol français ,,,. Depuis plus de 40 ans, les Studios Sets font vivre la tradition du cinéma français. De Catherine Deneuve à Jean-Pierre Bacri, de Sandrine Kiberlain à Gilles Lellouche en passant par Karine Viard, Jacques Dutronc, Agnès Jaoui ou encore André Dussollier, de nombreuses stars françaises, mais également internationales ont tourné à Stains : courts-métrages, longs-métrages, fictions, réalisation de clips musicaux et publicitaires… C'est ainsi, en 2015, que Jamel Debbouze est venu tourner aux Studios de Stains son film d'animation : " Pourquoi j'ai pas mangé mon père " ou encore Kheiron, son film " Nous trois ou rien ". En ce qui concerne les clips musicaux, les projets les plus variés ont vu le jour aux Studios Sets : des clips d'Orelsan aux réalisations de Gims, en passant par le chanteur M. 

## Œuvres tournées dans les Studio Sets

### Films
- 1996 :
  - Bernie d'Albert Dupontel
  - Un air de famille de Cédric Klapisch
- 1999 : Belle-maman de Gabriel Aghion
- 2000 : Antilles sur Seine de Pascal Légitimus
- 2001 : Absolument fabuleux de Gabriel Aghion
- 2002 : 
  - 3 zéros de Fabien Onteniente
  - Embrassez qui vous voudrez de Michel Blanc
  - Ah ! si j'étais riche de Michel Munz et Gérard Bitton[5]
- 2003 : Ni pour ni contre (bien au contraire) de Cédric Klapisch
- 2004 : Triple agent d'Éric Rohmer, Comme une image d'Agnès Jaoui
- 2005 : L'Empire des loups de Chris Nahon[6]
- 2006 :
  - La Panthère rose de Shawn Levy (préparation du tournage principal)
  - OSS 117 : Le Caire, nid d'espions de Michel Hazanavicius
- 2007 :
  - Jacquou le Croquant de Laurent Boutonnat
  - Les Randonneurs à Saint-Tropez de Philippe Harel
- 2008 : Un monde à nous de Frédéric Balekdjian
- 2009 :
  - Le Vilain d'Albert Dupontel
  - Citizen versus Kane de Shaun Severi (court métrage)
- 2010 : From Paris with Love de Pierre Morel
- 2013 : 9 mois ferme d'Albert Dupontel
- 2015 : Nous trois ou rien de Kheiron
- 2015 : Pourquoi j'ai pas mangé mon père de Djamel Debbouze
- 2016 : Virtual Revolution de Guy-Roger Duvert

### Clips musicaux
- Ainsi soit je... (chanson)
- Beyond My Control
- Du temps
- Je t'aime mélancolie
- Maman a tort
- Plus grandir
- Que mon cœur lâche
- Tristana

### Films publicitaires et divers
- Publicité Dior avec Charlize Theron